# Giovanni Paroli
Giovanni Paroli (Brescia, 1856 – Brescia, 1920) è stato un tenore italiano che ebbe una carriera internazionale e fu attivo per quattro decenni.

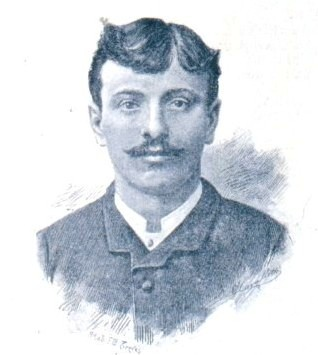
Giovanni Paroli nel 1887

È noto per aver creato diversi ruoli di comprimario nelle prime mondiali di opere di Alfredo Catalani, Gaetano Donizetti, Alberto Franchetti, Pietro Mascagni e Giuseppe Verdi.

## Biografia
Fece il suo debutto al Teatro Grande di Brescia nel 1874. Nel 1882 entrò a far parte della compagnia del Teatro Apollo di Roma, dove creò il ruolo di Carlo nella prima mondiale di Le duc d'Albe di Gaetano Donizetti. Nel 1886, debuttò al Teatro alla Scala nel ruolo di Fritz alla prima mondiale di Edmea di Alfredo Catalani. In quello stesso teatro creò il ruolo di Cassio nella prima mondiale di Otello di Giuseppe Verdi nel 1887, e quello del dottor Caio nella prima mondiale del Falstaff nel 1893. Nel 1892 interpretò Lebel nella prima mondiale de I Rantzau di Pietro Mascagni al Teatro della Pergola a Firenze, e quello di Matheos nella prima del Cristoforo Colombo di Alberto Franchetti al Teatro Carlo Felice di Genova.
Dal 1905 al 1909, si esibì alla Metropolitan Opera di New York dove debuttò il 20 novembre 1905 nel ruolo di Isèpo ne La Gioconda di Amilcare Ponchielli con Lillian Nordica nel ruolo della protagonista. Cantò in molte produzioni al Met nel corso dell'anno e mezzo seguente, tra cui il barone Rouvel in Fedora, Borsa in Rigoletto, il maestro danzante in Manon Lescaut, Don Curzio ne Le nozze di Figaro, Gastone ne La traviata, l'ebreo in Salome, il Messaggero in Aida, Normanno in Lucia di Lammermoor, il Notaio ne La sonnambula, Parpignol ne La bohème, Ruiz ne Il trovatore, il Sergente ne Il barbiere di Siviglia, Spoletta in Tosca e Usher ne L'Africaine. La sua ultima apparizione al Met avvenne il 22 febbraio 1907 nel ruolo di Yamadori in Madama Butterfly con Geraldine Farrar nelle vesti di Cio-Cio-San ed Enrico Caruso in quelle di Pinkerton.
Durante la sua lunga carriera, si esibì come artista ospite presso l'Academy of Music di Filadelfia, il Teatro dell'Opera del Cairo, la Chicago Grand Opera Company, il Teatro Mariinskij, l'Opéra national de Paris, la Royal Opera House di Londra, il Teatro Colón, il Teatro Comunale di Bologna e il Teatro Municipal di Rio de Janeiro, tra gli altri. Morì nella sua città natale all'età di 64 anni.